# Sadr City

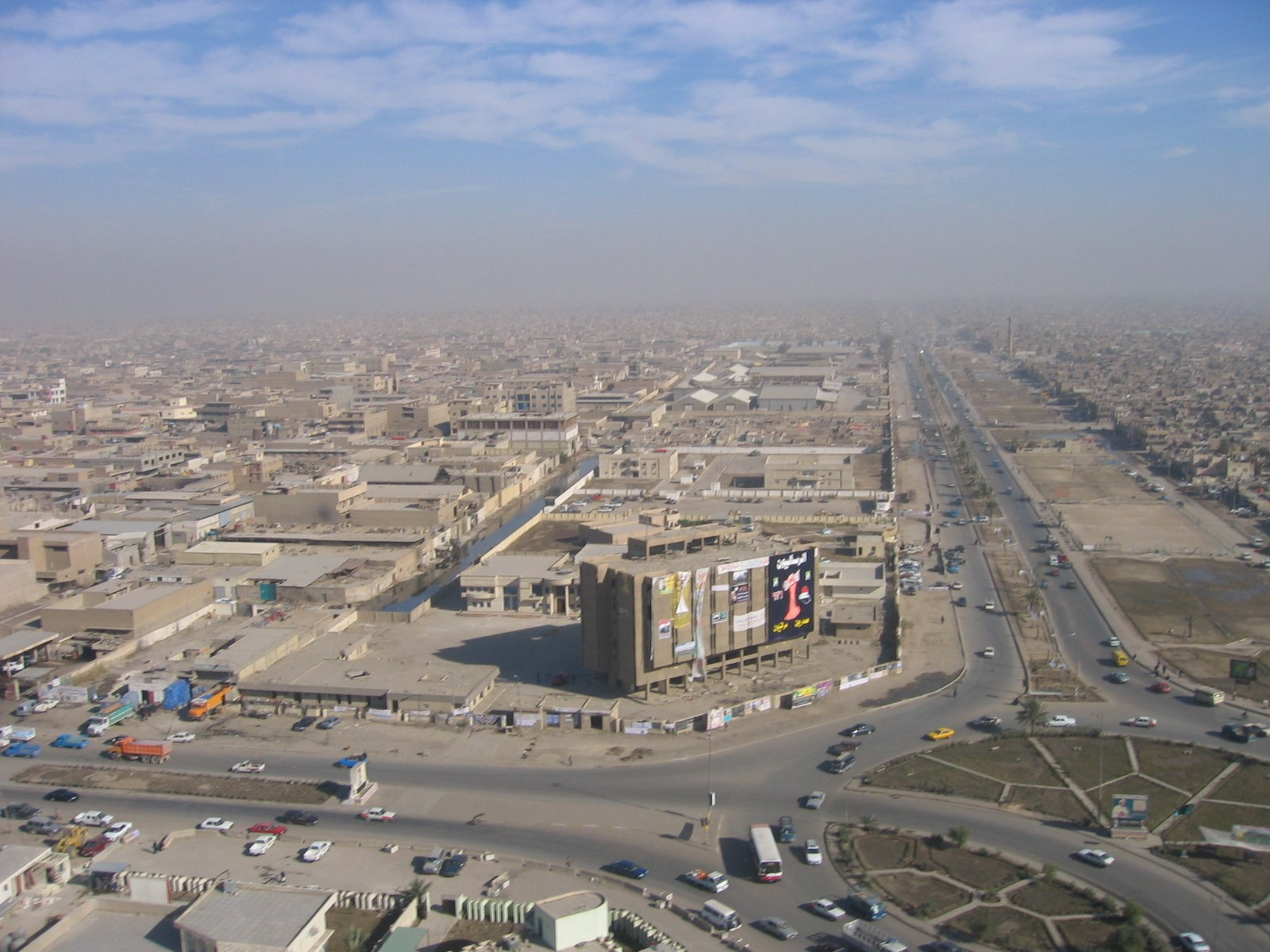
Blick über Sadr City

Sadr City (deutsch Sadr-Stadt; arabisch مدينة الصدر الثاني Madīnat as-Sadr ath-thānī, DMG Madīnat aṣ-Ṣadr aṯ-ṯānī) ist ein nordöstlicher Stadtteil von Bagdad im Irak.
Er wird westlich durch den Armeekanal und östlich durch einen weiteren Kanal begrenzt. Die Imam-Ali-Straße und die Umar-bin-Khattab-Straße begrenzen den Stadtteil im Süden.
Er wurde 1959 nach dem Sturz der Monarchie durch den neuen Premierminister Abd al-Karim Qasim als Stadt der Revolution (مدينة ألثورة Madīnat ath-Thaura, DMG Madīnat aṯ-Ṯawra) errichtet. Insbesondere Schiiten, die unter dem späteren Regime Saddam Husseins verfolgt wurden, ließen sich in diesem Bezirk nieder. Nach Saddam Husseins Machtübernahme wurde der Distrikt inoffiziell in Saddam City (مدينة صدام Madīnat Saddām, DMG Madīnat Ṣaddām) umbenannt. 1982 folgte die offizielle Umbenennung. Nach der Invasion Bagdads 2003 durch Koalitionstruppen endete der Einfluss des alten Regimes schlagartig. Paramilitärs des radikalen irakischen Schiitenführers Muqtada as-Sadr gelang es, ihren Einfluss im Stadtteil zu erhöhen. Der Bezirk wurde schließlich im Frühjahr 2003 nach Großayatollah Muhammad Sadiq as-Sadr – dem Vater von Muqtada as-Sadr und Oppositionellem gegenüber Saddam Hussein – in Madīnat as-Sadr ath-thānī umbenannt. Zurzeit leben etwa zwei Millionen Menschen in dem Stadtteil. Bis
2008 stellte Sadr City eines der größten Sicherheitsrisiken für die amerikanische Besatzungsmacht dar.
In Sadr City befindet sich eine Joint Security Station der irakischen Streitkräfte und der Polizei.